# Tiago Machado
Tiago Machado é um professor, músico e produtor musical português.

## Carreira
Com formação em piano pela Escola de Música do Conservatório Nacional, terminou o seu curso com uma média final de 18 valores na disciplina específica. Leciona na escola de música Improviso.

### Músico
Como músico trabalhou em diversos projectos musicais em áreas distintas como pop rock com Hands on Approach, Paulo Brissos e Paula Teixeira, no hip hop com Gutto, no gospel com Shout!, nos blues com Charlie and the Blues Cats, no funky com Funky Messengers e Blackout e no fado com Mariza, Marco Rodrigues, Mafalda Arnauth e Mísia. É músico e diretor musical da banda residente de Boss AC, artista de Hip Hop.

### Produtor
Machado é também, produtor e arranjador, tendo produzido em diversas áreas, tais como o fado de onde se destacam artistas como Marco Rodrigues, Mafalda Arnauth e Daisy Correia (Holanda). No pop encontram-se produções suas no álbum de Jahde, na música portuguesa no álbum de FF e no álbum Amor à segunda vista de Sophia. No chill out produziu para compilações como Brazil Lounge II, Tango? e Amália. Na área do fado electrónico, produziu em 2003 o álbum Fado.pt de Liana e nos blues o álbum Charlie and the Blues Cats.
Nos discos de Mariza, Fado em Mim e Fado Curvo, destacam-se os arranjos musicais dos temas compostos por si, assim como no discos Tantas Lisboas e Entretanto de Marco Rodrigues, Terra da Luz de Mafalda Arnauth e Amor à segunda vista de Sophia.

### Compositor
Como compositor, criou obras para Mariza onde se destacam Ó Gente da Minha Terra que foi principal tema musical do filme Isabella de Pang Ho-Cheung, vencedor do Urso de Prata no 56.º Festival de Cinema de Berlim e Poetas do álbum Fado em Mim, Anéis do meu cabelo, Retrato e Caravelas do álbum Fado Curvo, Desejos Vãos do álbum Transparente e Recurso do álbum Terra.
Em 2011 compôs temas como O Homem do Saldanha, Em água e sal" e Valsa das paixões no álbum Tantas Lisboas de Marco Rodrigues, e em 2013 o tema A noite vai e o fado vem no álbum Entretanto. Também de sua autoria De nós em nó, single do álbum Terra da Luz de Mafalda Arnauth.
Em parceria com Boss AC, compôs o tema Alguém me ouviu com a participação de Mariza, no âmbito da campanha contra a discriminação das doenças mentais, Movimento UPA -  Unidos Para Ajudar.
A nível internacional, compôs temas para o novo álbum de Nynke Lavermanm e Daisy Correia, artistas holandesas de world music.
Na área da televisão compôs as músicas da grelha da SIC Notícias e temas nos genéricos e separadores da RTP1 e RTP Informação.